# Cappella Pontano

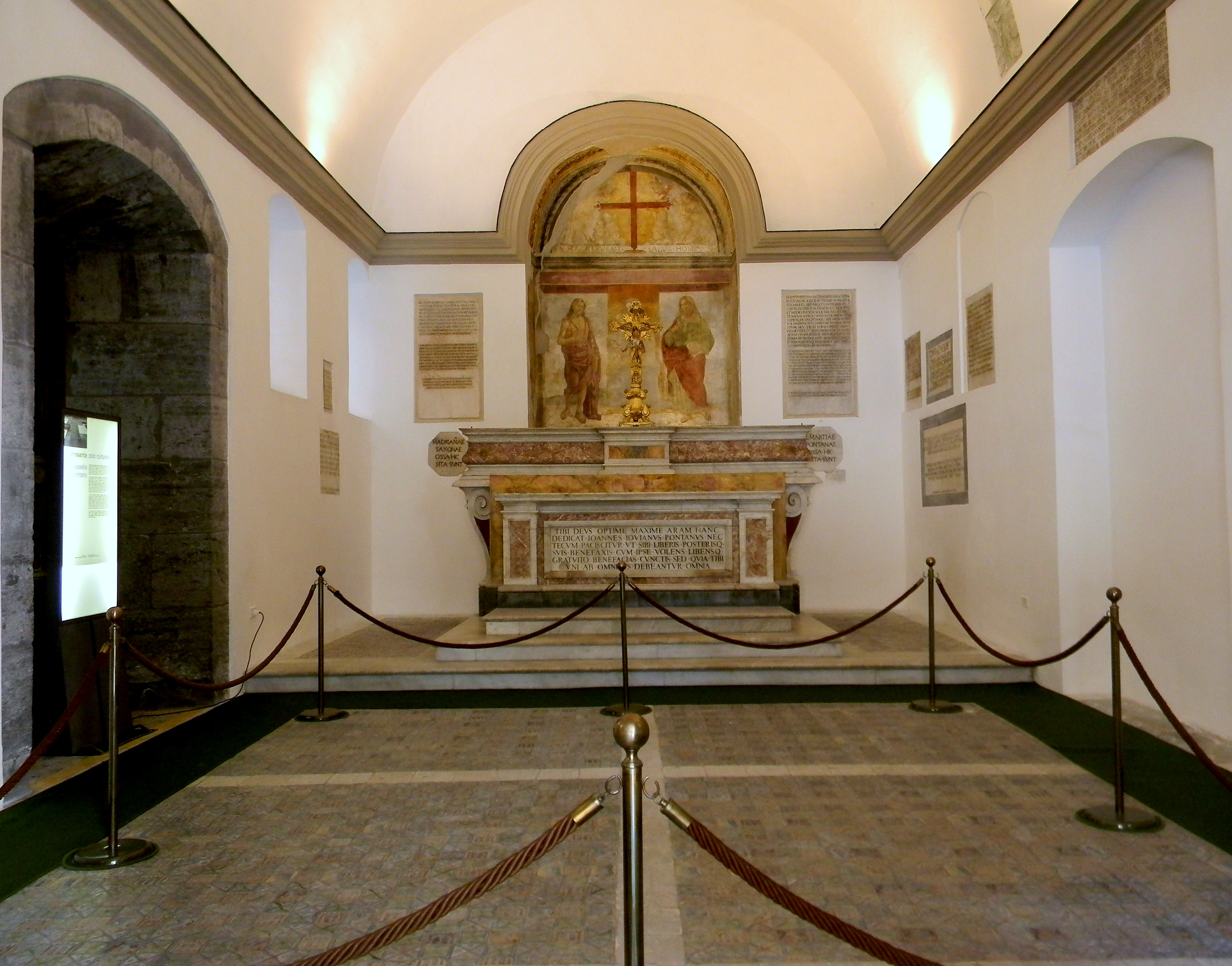
L'interno

La cappella Pontano (anticamente nota col nome "Ad Arcum" De Arco", a causa dei due archi convergenti che sorreggono la torre ad essa adiacente) è un piccolo tempio di epoca rinascimentale di Napoli che si trova nel centro antico della città, lungo il decumano maggiore, tra via del Sole e via dei Tribunali. Presso l'edificio si trova inoltre la chiesa di Santa Maria Maggiore alla Pietrasanta.

## Storia
La cappella, completata nel 1492, fu commissionata dal famoso letterato umanista Giovanni Pontano nel 1490 a pochissimi passi dal suo palazzo (oggi non più esistente e sostituito nella prima metà del XX secolo dall'edificio della scuola Diaz) per dedicarla alla Vergine e a San Giovanni Evangelista e per adibirla a tempio funerario per sua moglie, Adriana Sassone, venuta a mancare il primo marzo del 1490.Il progetto è di dubbia appartenenza: il probabile architetto è fra' Giocondo o Andrea Ciccione, o forse ancora Francesco di Giorgio Martini, i cui capitelli nella Chiesa di Santa Maria delle Grazie a Cortona, a foglie d'acanto, sono molto simili.

## Descrizione

### Esterno
Restaurata nel 1759 da Carlo di Borbone ed infine nel 1792, la struttura si presenta come un armonico blocco proporzionato secondo i classici canoni rinascimentali ed è considerata un modello di eleganza e di purezza stilistica.
Esternamente presenta una facciata in piperno con lesene e capitelli compositi in cui spiccano i battenti della porta, rigorosamente di impostazione classica, suddivisi ognuno in specchi rettangolari a fascia liscia che riprendono i listoni posti intorno; su uno dei due ingressi vi sono gli stemmi delle famiglie Pontano e Sassone.

### Interno
L'interno si presenta con copertura a botte ed è rappresentato da un unico vano di forma rettangolare che ospita sulle pareti una collezione di lapidi, con otto epigrafi in latino e greco di cui fu autore lo stesso Pontano e che esprimono il suo dolore per la perdita della moglie e dei figli.
Una menzione speciale merita senza dubbio il pavimento maiolicato a formelle esagonali e motivi decorativi di grande effetto costituiti da ritratti, stemmi, iscrizioni, figure allegoriche; la fattura della pavimentazione sembra essere napoletana o, secondo alcuni autori, fiorentina.
L'altare della cappella presenta una nicchia con l'affresco della Madonna col Bambino e i santi Giovanni Battista e Giovanni Evangelista, probabilmente eseguito da Francesco Cicino, artista locale attivo a cavallo tra il XV ed il XVI secolo.

### Iscrizioni
Dettate dallo stesso Pontano per dare delle norme sociali, morali e religiose ai passanti, scritte in latino e greco, le lapidi, situate sulle facciate e all'interno della cappella, rispondono ad un ideale di ritorno al Classicismo. 
Si contano in tutto dodici sulle facciate esterne:
/ nec prudentia ubique tuta»

## Altre immagini

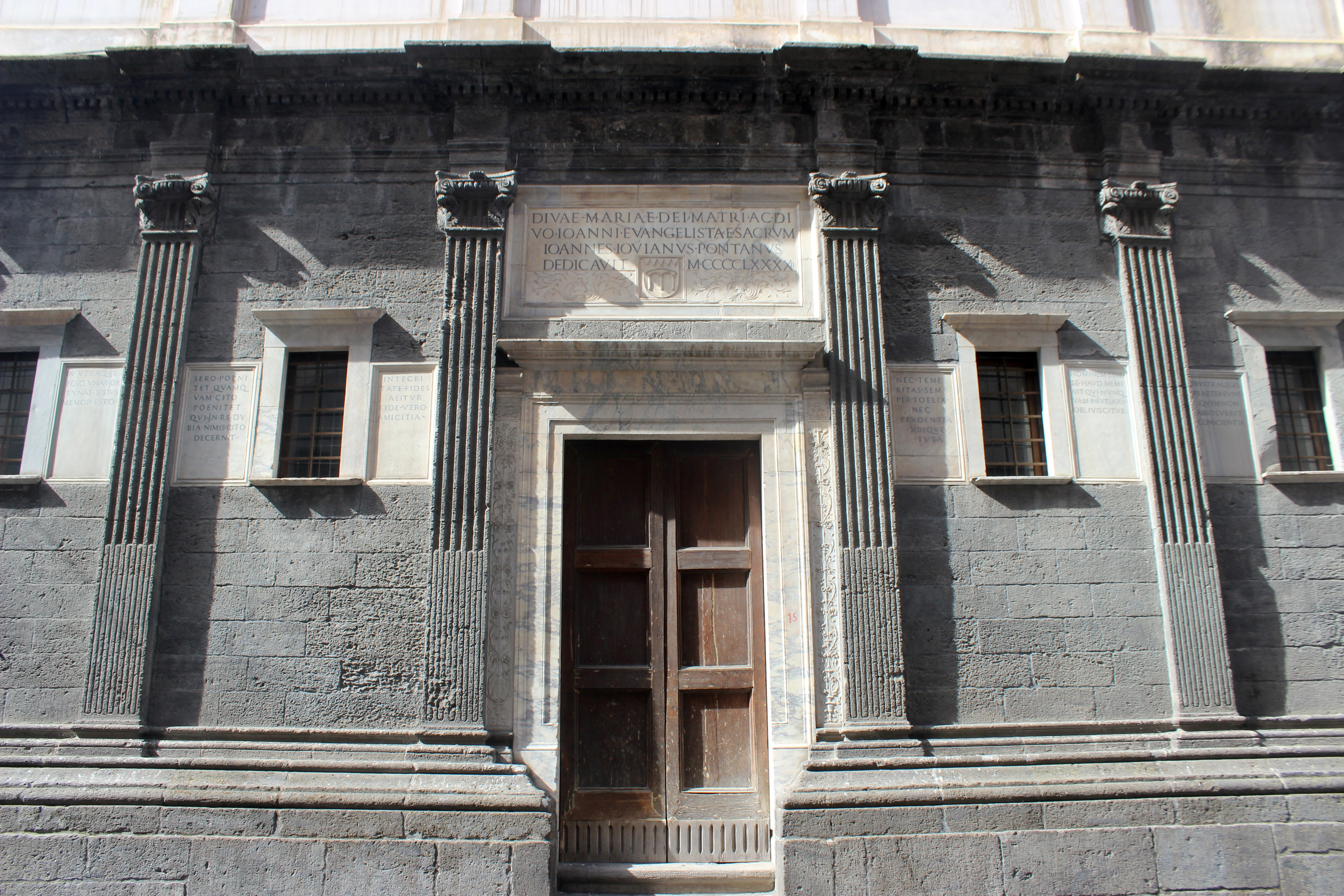
Particolare
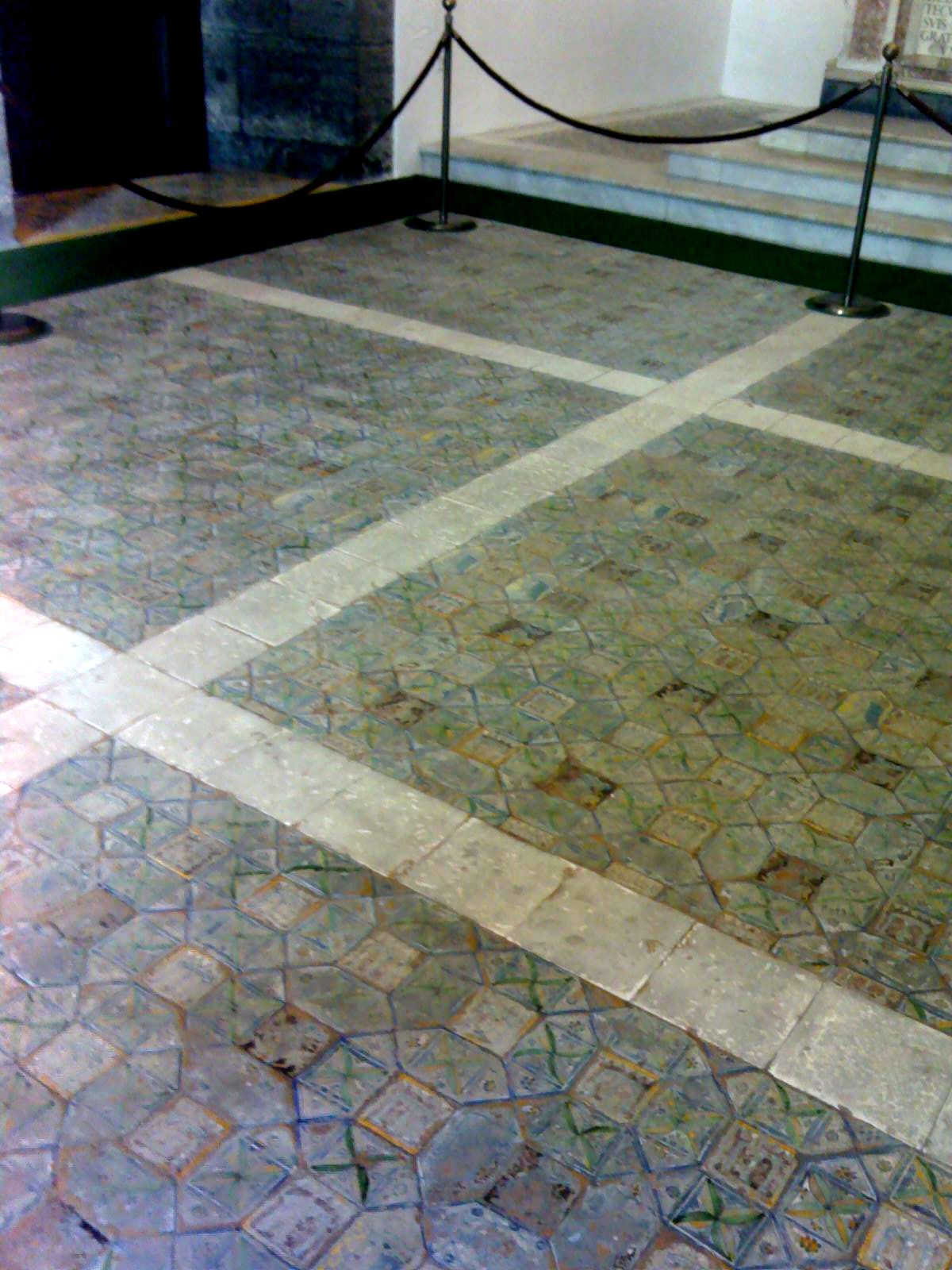
Pavimento